# Championnat de France des rallyes 1985
Navigation
Édition précédente Édition suivante
Le championnat de France des rallyes 1985 fut remporté par Guy Fréquelin sur une Opel Manta 400. C'est le troisième titre national pour ce pilote originaire de Langres, après ceux emportés en 1977 et 1983.

## Rallyes de la saison 1985
| N° | Dates                     | Rallye                    | Vainqueur         | Copilote          | Voiture              |
| 1  | 9 mars-10 mars            | Critérium de Touraine     | Guy Fréquelin     | Christian Gilbert | Opel Manta 400       |
| 2  | 28 mars-31 mars           | Rallye des Garrigues      | Guy Fréquelin     | Christian Gilbert | Opel Manta 400       |
| 3  | 13 avril-14 avril         | Critérium Alpin           | Guy Fréquelin     | Christian Gilbert | Opel Manta 400       |
| 4  | 2 mai-4 mai               | Tour de Corse             | Jean Ragnotti     | Pierre Thimonier  | Renault 5 Maxi Turbo |
| 5  | 1er juin-2 juin           | Rallye du Touquet         | François Chatriot | Michel Périn      | Renault 5 Maxi Turbo |
| 6  | 15 juin-16 juin           | Rallye du Rouergue        | Guy Fréquelin     | Christian Gilbert | Opel Manta 400       |
| 7  | 29 juin-30 juin           | Rallye d'Aquitaine        | Guy Fréquelin     | Christian Gilbert | Opel Manta 400       |
| 8  | 7 septembre-8 septembre   | Rallye du Mont-Blanc      | François Chatriot | Michel Périn      | Renault 5 Maxi Turbo |
| 9  | 22 septembre-27 septembre | Tour de France automobile | Jean Ragnotti     | Pierre Thimonier  | Renault 5 Maxi Turbo |
| 10 | 17 octobre-20 octobre     | Rallye d'Antibes          | Andrea Zanussi    | Sergio Cresto     | Lancia 037           |
| 11 | 2 novembre-3 novembre     | Rallye Alsace-Vosges      | Jean Ragnotti     | Pierre Thimonier  | Renault 5 Maxi Turbo |
| 12 | 29 novembre-1er décembre  | Rallye du Var             | François Chatriot | Michel Périn      | Renault 5 Maxi Turbo |

## Classement du championnat
| Place | Pilote              | Voiture                      | Points | 1   | 2   | 3   | 4   | 5   | 6   | 7   | 8   | 9   | 10 | 11  | 12  |
| 1er   | Guy Fréquelin       | Opel Manta 400               | 135    | 1er | 1er | 1er | ab  | 3e  | 1er | 1er | 2e  | nc  | 2e | nc  | nc  |
| 2e    | Yves Loubet         | Alfa Romeo Alfetta GTV6 Gr A | 108    | 4e  | 8e  | ab  | 5e  | F   | 4e  | 2e  | 4e  | nc  | 5e | nc  | ab  |
| 3e    | Alain Oreille       | Renault 11 Turbo Gr A        | 93     | 7e  | 12e | 7e  | ab  | 4e  | 6e  | 3e  | ab  | 7e  | ab | 3e  | ab  |
| 4e    | Jean Ragnotti       | Renault 5 Maxi Turbo         | 75     | 2e  | ab  | ab  | 1er | nc  | nc  | nc  | nc  | 1er | nc | 1er | ab  |
| 4e=   | Jacques Panciatici  | Alfa Romeo Alfetta GTV6 Gr N | 75     | 6e  | ab  | 12e | nc  | 7e  | 13e | 9e  | ab  | ab  | ab | 4e  | nc  |
| 6e    | François Chatriot   | Renault 5 Maxi Turbo         | 73     | ab  | ab  | nc  | ab  | 1er | 2e  | ab  | 1er | ab  | ab | ab  | 1er |
| 7e    | Bernard Béguin      | Porsche 911 SC               | 62     | nc  | 2e  | 2e  | 3e  | nc  | nc  | ab  | nc  | 2e  | ab | 2e  | nc  |
| 8e    | Bertrand Balas      | Alfa Romeo Alfetta GTV6 Gr A | 57     | ab  | ab  | nc  | 6e  | F   | 5e  | nc  | ab  | 6e  | nc | nc  | 7e  |
| 9e    | Patricia Bertapelle | Peugeot 205 GTI Gr A         | 47     | 35e | nc  | nc  | nc  | ab  | nc  | 14e | 19e | 15e | nc | 11e | 18e |
| 10e   | Dominique de Meyer  | Renault 5 Turbo              | 32     | nc  | nc  | 3e  | nc  | nc  | nc  | nc  | nc  | nc  | 3e | nc  | 4e  |
| 10e=  | Jean-Paul Bouquet   | Talbot Samba Rallye          | 32     | ab  | ab  | nc  | 7e  | ab  | nc  | 5e  | 6e  | nc  | nc | 5e  | nc  |

Légende :
- ab = abandon
- nc = non couru
- F = forfait

- attribution des points[2] :

9, 6, 4, 3, 2, 1 respectivement aux six premiers de chaque manche
6, 4, 3, 2 respectivement aux quatre premiers de chaque groupe
5, 3, 2, 1 respectivement aux quatre premiers de chaque classe

### Autres championnats/coupes sur asphaltes
- Championnat de France des rallyes 2e Division : 
  - 1er Alain Serpaggi sur Renault 5 Maxi Turbo avec 130pts
  - 2e Jean-Pierre Ballet sur Peugeot 205 GTI avec 125pts